# Cycas fugax
Cycas fugax là một loài thực vật hạt trần trong họ Cycadaceae. Loài này được K.D.Hill, H.T.Nguyen & P.K.Lôc mô tả khoa học đầu tiên năm 2004. Đây là một loài thực vật đặc hữu của Việt Nam và chỉ mới được tìm thấy ở Phú Thọ và Hà Nội. Loài cây này bị suy giảm dân số do mở rộng đất canh tác để trồng chè, bạch đàn và keo.